# Farol da Ponta do Arnel
Der Farol da Ponta do Arnel ist ein  Leuchtturm im Osten der Azoreninsel São Miguel. Er ist – mit Ausnahme eines kleinen Leuchtfeuers auf der Hafenmole von Ponta Delgada – der älteste Leuchtturm der Azoren. Er steht in der Gemeinde Nordeste auf einem Felsvorsprung der Ponta do Arnel. Der Leuchtturm ist unter der internationalen Nummer D-2640 und der nationalen Nummer 704 registriert. Er bestrahlt einen Sektor von 157° bis 358° und hat eine Reichweite von 25 Seemeilen.

## Geschichte und Architektur
Bereits 1866 hatte der Ingenieur und spätere Vizeadmiral Francisco Maria Pereira da Silva (1813–1891) in einer Studie den Bau eines Leuchtturm im Osten São Miguels empfohlen. Es dauerte aber noch bis zum 26. November 1876, bis der Leuchtturm seiner Bestimmung übergeben werden konnte. Der 15 m hohe achteckige Turm mit umlaufender Galerie trägt auf einem runden Sockel die rot lackierte metallene Kuppel. Der Turm ist ebenso wie das an seiner Basis befindliche und ebenfalls achteckige Wohn- und Wirtschaftsgebäude des Leuchtturmwärters weiß gestrichen. Der Turm trug zunächst eine Fresneloptik zweiter Ordnung mit einer Brennweite von 700 mm. 1937 wurde die ursprünglich installierte Mineralöl-Befeuerung durch eine Öldampflampe ersetzt. Das für die Rotation der Optik verantwortliche Uhrwerk wurde ausgetauscht. Ab 1954 wurde es durch einen Gasmotor ersetzt. Gleichzeitig erhielt der Leuchtturm eine Optik dritter Ordnung mit einer Brennweite von 375 mm. Seine Tragweite betrug nun 21 sm. 1955 wurde ein Stromaggregat installiert. Der Leuchtturm arbeitete nun mit einer 3000-W-Glühlampe. Das ein Jahr zuvor installierte Gaslicht (Ethin) diente nur noch als Notreserve. Der Leuchtturm bekam 1990 einen Elektromotor und eine neue Optik dritter Ordnung. 1993 wurde er ans Stromnetz angeschlossen.

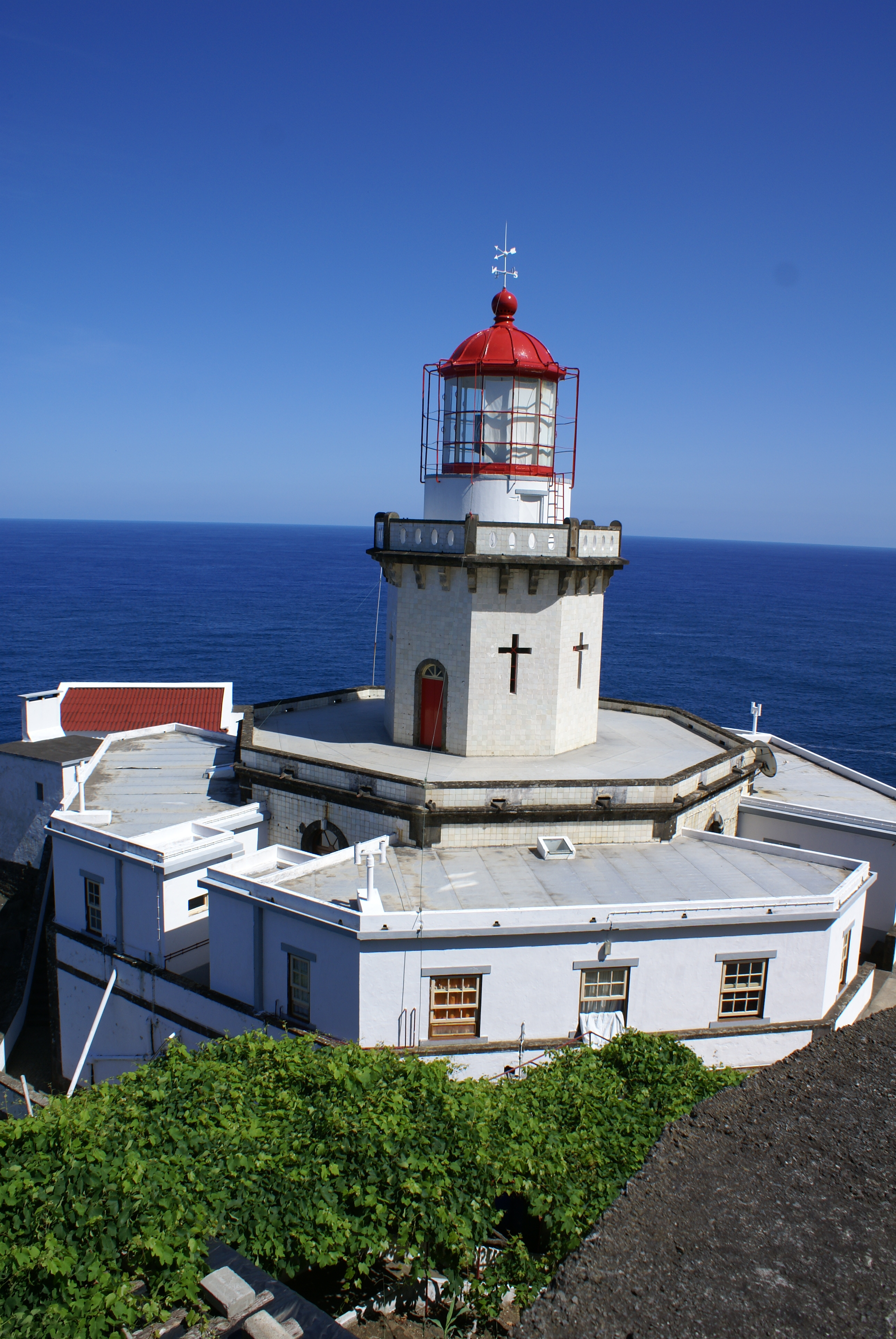
Der Leuchtturm
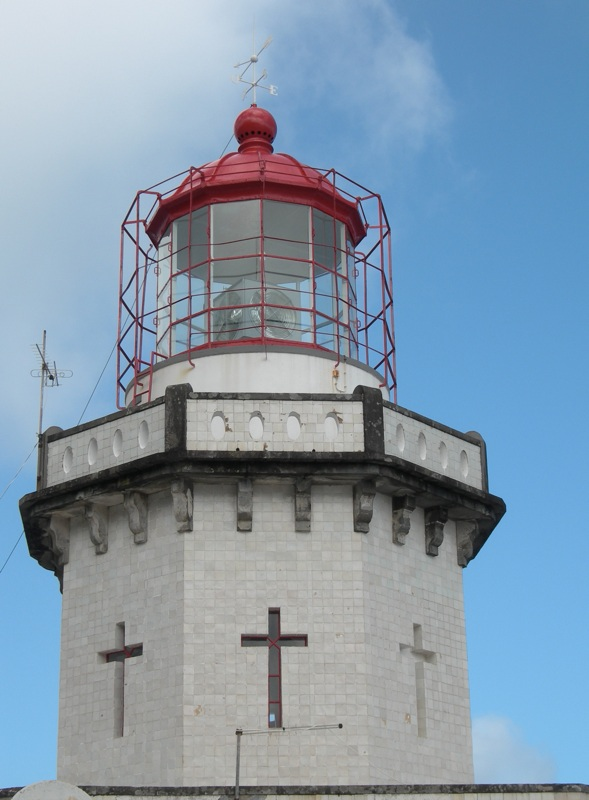
Das Laternenhaus
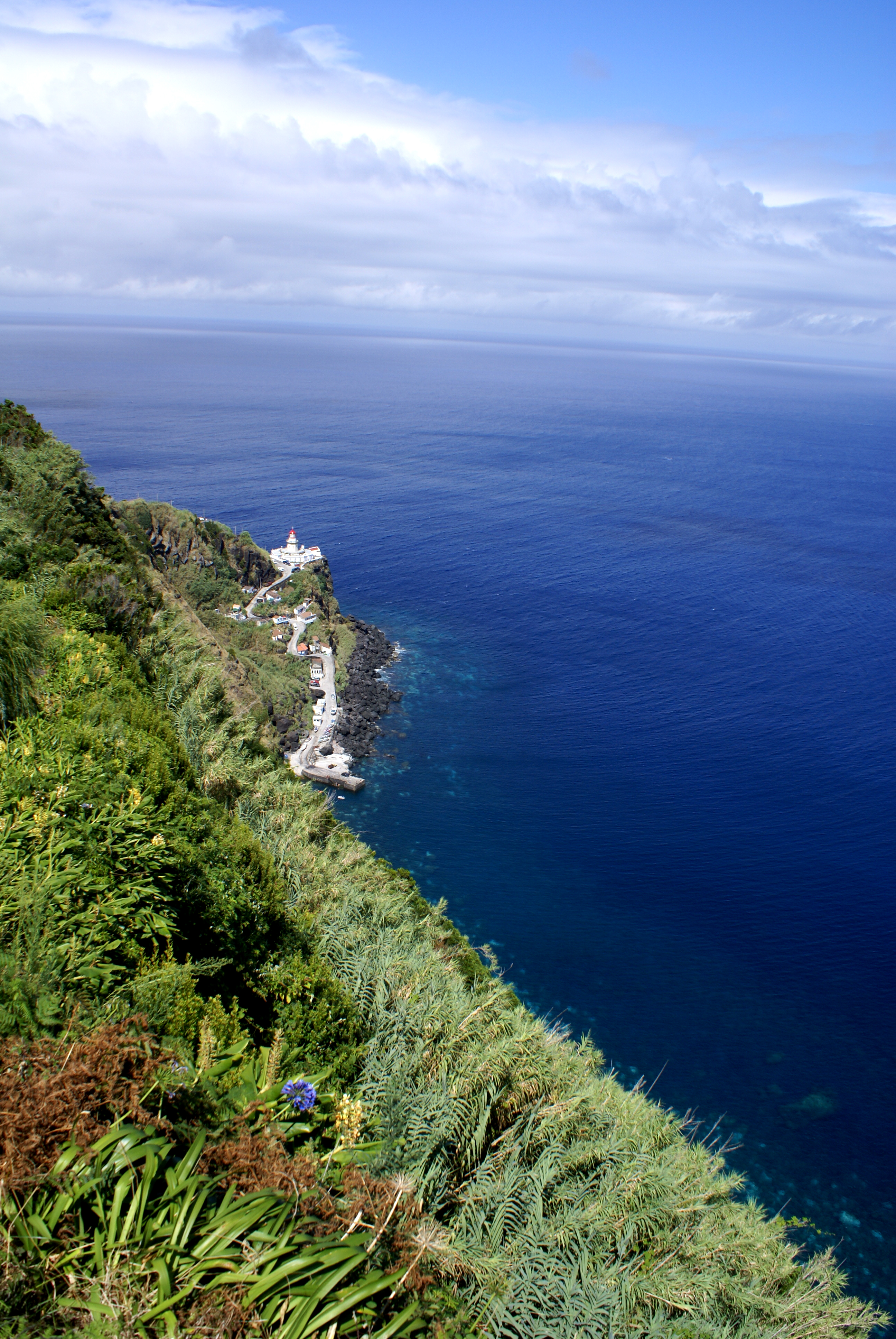
Blick vom Aussichtspunkt Miradouro da vista dos Barcos auf den Leuchtturm